# Groezrock
Groezrock was een jaarlijks muziekfestival met punkbands, hardcorebands en metalcorebands dat sinds 1992 wordt georganiseerd op de laatste zaterdag van april in het Belgische Meerhout-Gestel. Van een klein festival met 400 bezoekers is het uitgegroeid tot een festival met ±35000 bezoekers uit heel Europa.
Omdat steeds meer mensen gingen kamperen in de omgeving van het festivalterrein is er sinds 1998 een camping. Sinds 2003 zijn er twee podia, het tweede podium Back-to-basics is voor de hardcore-georiënteerde bands. In 2006 duurde het festival voor het eerst twee dagen, dit in verband met de viering van het vijftienjarig bestaan van het festival. In 2009 waren er voor het eerst 3 podia op Groezrock. Vanaf 2011 duurde het festival 2 volledige dagen wegens hun 20-jarig bestaan. De editie in 2018 ging niet door omdat het festival te groot werd voor de vrijwillige organisatie. Er werd besloten kleinschaliger te opereren. De editie in 2019 trok minder publiek dan gehoopt, waarna ook de editie van 2020 niet doorging.

## 1992–2002
- 1992: Grandma's Toy, Buckle Juice, Dinky Toys, Pitti Polak
- 1993: Give Buzze, The Establishment, Ashbury Faith, The Scabs
- 1994: One Hes, Inna Nip, Rusk, Groggy's Crawl, Thermos, Burma Shave, Metal Molly, Jack of Hearts, Soapstone, B.J. Scott
- 1995: Oxid, Cesspool, Quip, Dildo Warheads, Mutilated, Deeper, Brotherhood Foundation, L.A. Doors
- 1996: Small Yellow Fish, Protest, Underdog!?, Cooper, Def Real, The Romans, Brotherhood Foundation, Deviate
- 1997: Ryker's, Heideroosjes, Brotherhood Foundation, Gwyllions, Instructions For Use, Igor's Record Shop, Cornflames, Flee Bag
- 1998: Millencolin, Good Riddance, Intensity, AFI, Hard Resistance, Undeclinable Ambuscade, Pancake, Instructions for Use, Sixpack Joe, Cooperate, Plan 9
- 1999: No Fun At All, Ten Foot Pole, 59 Times the Pain, Good Riddance, 88 Fingers Louie, Buck Wild, Bombshell Rocks, Void Section, Janez Detd., 2 Late, Access Denied, Nevergreen, PN
- 2000: No Fun At All, Heideroosjes, Down by Law, Liberator, The Bouncing Souls, Within Reach, Facedown, Vision, 5 Days Off, I Against I, Skin of Tears, Apeshit, Delate, Figure It Out
- 2001: Square One, Buckle Up, Powerhouse, Deviates, Venerea, Burning Heads, Adhesive, Stoned, Randy, Undeclinable, 59 Times the Pain, Snuff, SNFU, Ignite, Voodoo Glow Skulls
- 2002: Bad Religion, Sick of It All, Guttermouth, Down by Law, Satanic Surfers, Circle, .Calibre, Kill Your Idols, Horace Pinker, Flatcat

## 2003
Voor het eerst waren er twee podia.
- Hoofdpodium: Dropkick Murphys, Biohazard, Glassjaw, Ten Foot Pole, Hot Water Music, The Donots, Flogging Molly, Gameface, Randy, The Shandon, Face Tomorrow, Skool's Out
- B2B: Severance, Between the Lines, Support, Terror, Caliban, Give Up the Ghost, Stairland, Poison the Well

## 2004
- Hoofdpodium: Millencolin, Sick of It All, Heideroosjes, Mad Caddies, Madball, Pulley, Strung Out, Ten Foot Pole, Midtown, The Almighty Trigger Happy, Travoltas, Belvedere, Beatsteaks
- B2B: E.Town Concrete, Stretch Arm Strong, Liar, The Bronx, The Promise, Cornflames, Rise and Fall, Champion

## 2005
- Hoofdpodium: Lagwagon, Hatebreed, Mad Caddies, Flogging Molly, 7 Seconds, boysetsfire, Rise against, Tsunami Bomb, Strike Anywhere, Only Crime, Capdown, Pepper, SFP
- B2B: Coheed and Cambria, Ringwörm, Hopesfall, Alexisonfire, Street Dogs, From Autumn To Ashes, Modern Life Is War, Maroon, The Setup, Malkovich

## 2006
In 2006 was het voor het eerst dat het festival twee dagen duurde.
- Vrijdag: Taking Back Sunday, Thrice, Goldfinger, Underoath, Silverstein, Aiden, Say Anything
- Zaterdag (hoofdpodium): Bad Religion, Dropkick Murphys, Me First and the Gimme Gimmes, Sick of It All, Less Than Jake, No Use for a Name, Anti-Flag, Death By Stereo, The Lawrence Arms, Peter Pan Speedrock, A Wilhelm Scream, Latterman
- Zaterdag (B2B): Path of Resistance, All Out War, Born from Pain, Comeback Kid, Raised Fist, Himsa, Bold, The Maple Room, Officer Jones & HPCP, The Spirit That Guides Us, The Banner

## 2007
- Vrijdag: New Found Glory, All American Rejects, Motion City Soundtrack, Stretch Arm Strong, Caliban, Saosin, Senses Fail, Enter Shikari, Gallows, Big D & The Kids Table, No Turning Back, Death By Stereo
- Zaterdag: Lostprophets, Jimmy Eat World, Lagwagon, Hatebreed, Strung Out, Thursday, Sparta, Tiger Army, Converge, Deadline, The Bronx, Rise Against, Cancer Bats, Ignite, The Ataris, MxPx, Aiden, Terror, Street Dogs, Mad Caddies, Hit the Lights, Death Before Disco, Full Blown Chaos

## 2008
- Vrijdag: Billy Talent, Hot Water Music, Anti-Flag, Finch, Silverstein, The Audition, Strike Anywhere, Mayday Parade, The Blackout, Set Your Goals, All Time Low, Heaven Shall Burn
- Zaterdag: Bad Religion, Story Of The Year, Sick of It All, Face to Face, Agnostic Front, 59 Times The Pain, Parkway Drive, No Fun At All, The Setup, The Toasters, Horse The Band, A Wilhelm Scream, This Is Hell, The Loved Ones, Cursed, The Bones, Suicide Silence, The Flatliners, Bury Your Dead, Thursday, Do Or Die, El Guapo Stuntteam, The Planet Smashers, The Bouncing Souls

## 2009
Vanaf 2009 waren er voor het eerst drie podia op het festival, namelijk de Main Stage ( voorheen hoofdpodium), de EASTPAK Core Stage, en de ETNIES Back To Basics Stage (voorheen B2B).

### Vrijdag 17 april
| Main Stage                                                                                | EASTPAK Core Stage                                                                       | ETNIES Back To Basics Stage                                              |
| ----------------------------------------------------------------------------------------- | ---------------------------------------------------------------------------------------- | ------------------------------------------------------------------------ |
| Bullet for My Valentine Taking Back Sunday Underoath MxPx Catch 22 You Me at Six Kid Down | Thursday Bring Me the Horizon Poison the Well Senses Fail United Nations Escape The Fate | Amenra P.O. Box VersaEmerge Innerpartysystem Sounds Like Violence Campus |

### Zaterdag 18 april
| Main Stage | EASTPAK Core Stage | ETNIES Back To Basics Stage |
| --- | --- | --- |
| NOFX Rise Against The Get Up Kids No Fun at All The Living End The Vandals The Academy Is... The Aquabats Street Dogs The Unseen The Flatliners Gino's Eyeball | Walls Of Jericho Bleeding Through Comeback Kid Mad Sin Darkest Hour First Blood The Ghost of a Thousand Architects Emery Misery Signals Bane Outbreak | Backfire! Nations Afire Death before Dishonor The Sedan Vault Billy the Kill Mid Air Collision True Colors This is a Standoff Beneath the Massacre Tenement Kids Nuns Go Riot Tackleberry |

## 2010

### Vrijdag 23 april
| Main Stage                                                                                            | EASTPAK Core Stage                                                                         | ETNIES Back To Basics Stage                                                           |
| --- | ------------------------------------------------------------------------------------------ | ------------------------------------------------------------------------------------- |
| The Mighty Mighty Bosstones Face to Face Glassjaw Millencolin Caliban The Real McKenzies The Swellers | Funeral for a Friend Agnostic Front Alesana Haste the Day A Skylit Drive Holding onto Hope | The Friday Night Boys Banner Pilot Adept This Is Hell Young Guns Grey Like Masquerade |

### Zaterdag 24 april
| Main Stage | EASTPAK Core Stage | ETNIES Back To Basics Stage |
| --- | --- | --- |
| Bad Religion Pennywise AFI Sum 41 Lit The Bouncing Souls 88 Fingers Louie Strike Anywhere Zebrahead MC Lars Pour Habit Mute | Story of the Year Parkway Drive The Bronx Mustard Plug The Aggrolites Despised Icon A Wilhelm Scream Dance Gavin Dance Winds of Plague The Warriors 50 Lions | H2O Good Clean Fun Born from Pain Rise and Fall Stick to Your Guns Steak Number Eight Mariachi El Bronx Defeater Static Radio In Fear and Fate Asking Alexandria |

## 2011
Dit jaar duurde Groezrock twee volledige dagen in plaats van slechts een anderhalve dag. Het was tevens de warmste editie ooit met temperaturen tot 29 °C

### Vrijdag 22 april
| Main Stage | EASTPAK Core Stage | ETNIES Back To Basics Stage |
| --- | --- | --- |
| Flogging Molly Hatebreed Further Seems Forever Millencolin Danko Jones Anberlin The Black Pacific Cute Is What We Aim For Rufio Craig's Brother Army of Freshmen | Underoath August Burns Red Every Time I Die Circa Survive Thursday Sick of it all The Blackout Whitechapel Twin Atlantic We Came As Romans Bleed From Within | Morning Again Devil's Brigade Shai Hulud Cancer Bats No Friends Grey Area Veara Blade The Acacia Strain Miss May I Impending Doom |

### Zaterdag 23 april
| Main Stage | EASTPAK Core Stage | ETNIES Back To Basics Stage |
| --- | --- | --- |
| NOFX Dropkick Murphys Descendents Boy Sets Fire Dashboard Confessional Thursday Goldfinger Sugarcult Piebald Streetlight Manifesto Teenage Bottlerocket Dead to Me | The Used Saves the Day Blood for Blood Madball Snapcase Comeback Kid Street Dogs Homer Asking Alexandria Old Man Markley Blacklist Royals | H2O CIV Brotherhood Foundation No Trigger The Ghost Inside Of Mice and Men Hoods Dear Landlord Grave Maker Cruel Hand Social Suicide |

## 2012

### Zaterdag 28 april
| Main Stage | Impericon Stage | ETNIES Back To Basics Stage | Acoustic Stage                                                                                                 |
| --- | --- | --- | --- |
| Rancid Lagwagon Face to Face Yellowcard Heideroosjes The Bouncing Souls Reel Big Fish Belvedere None More Black The Menzingers Authority Zero Chixdiggit | Parkway Drive Heaven Shall Burn The Dillinger Escape Plan Evergeen Terrace The Ghost Inside Miss May I For Today Royal Republic We Are The In Crowd The Copyrights Paceshifters After the Burial | Gallows Hazen Street Lifetime Verse Set Your Goals The Wonder Years Off With Their Heads I Am The Avalanche Confession B.E.A.R Counterpunch Banquets | Garret Klahn Face Tomorrow Dustin Kensrue Hostage Calm Vienna Yellowcard The Bouncing Souls I Am The Avalanche |

### Zondag 29 april
| Main Stage | Impericon Stage | ETNIES Back To Basics Stage                                                                                  | Acoustic Stage                                                                       |
| --- | --- | --- | ------------------------------------------------------------------------------------ |
| Refused Simple Plan Thrice Good Riddance Alkaline Trio Hot Water Music Motion City Soundtrack MxPx Zebrahead Billy The Kill Versus The World | Unearth Terror Anti-Flag The Bronx Architects Your Demise The Old Firm Casuals The Dangerous Summer Make Do And Mend Wolves Like Us | Gorilla Biscuits 7 Seconds Slapshot DYS Such Gold Cobra Skulls Trigger Effect Sunpower Red City Radio Junius | Chuck Ragan Tom Gabel Dave Hause Mike Herrera Jonah Matranga Anti-Flag Kevin Seconds |

## 2013

### Zaterdag 27 april
| Monster Stage (Main Stage) | Impericon Stage | ETNIES Stage | Acoustic Stage                                                                                |
| --- | --- | --- | --------------------------------------------------------------------------------------------- |
| Rise Against Rocket From The Crypt Pennywise Hatebreed Frank Turner and the Sleeping Souls The Aquabats Pulley A Wilhelm Scream Streetlight Manifesto The Riverboat Gamblers Far From Finished The Rocket | Turbonegro Texas Is The Reason ...And You Will Know Us by the Trail of Dead Grade Emmure The Kids Samiam Joey Cape's Bad Loud Chelsea Grin Crossfaith Crushing Caspars | Comeback Kid Kid Dynamite Title Fight Implants Trapped Under Ice The Story So Far AC4 Obey The Brave John Coffey Six Ft Ditch Attila Buried In Verona | Dave Hause Jonny Two Bags Walter Schreifels Scorpios Kristopher Roe Russ Rankin Miracles Minx |

### Zondag 28 april
| Monster Stage (Main Stage) | Impericon Stage | ETNIES Stage | Acoustic Stage |
| --- | --- | --- | --- |
| Bad Religion Billy Talent The Used The Starting Line Less Than Jake Strung Out The Ataris The Flatliners Smoke or Fire The Dopamines Nothington | Killswitch Engage Bring Me the Horizon August Burns Red Sparta Attack Attack! Narrows Adept Stick to Your Guns While She Sleeps Bastions | Black Flag Into Another Strife Polar Bear Club First Blood Old Man Markley Pure Love Iron Chic Midnight Souls Masked Intruder The Front Bottoms | Geoff Rickly Vinnie Caruana Rocky Votolato Tim Vantol Rob Lynch Into It. Over It. PJ Bond Arizona & Grey Like Masquerade |

## 2014

### Vrijdag 2 mei
| Monster Stage (Main Stage)                                                                                                 | Impericon Stage | ETNIES Stage                                                                                         | Macbeth Stage |
| --- | --- | --- | --- |
| NOFX Brand New Descendents Alkaline Trio Ignite The Lawrence Arms The Menzingers Bodyjar Gameface Atlas Losing Grip Astpai | Quicksand Taking Back Sunday boysetsfire Madball Terror Saves The Day The Wonder Years Bayside Wisdom in Chains Devil in Me | H2O Paint It Black La Dispute Iron Chic I Am The Avalanche Deez Nuts Red City Radio PUP Restorations | Everlast Larry And His Flask Tim Barry INVSN Chunk! No, Captain Kids Insane My Extraordinary Fathoms Still Bust The Tramps |

### Zaterdag 3 mei
| Monster Stage (Main Stage) | Impericon Stage | ETNIES Stage | Macbeth Stage |
| --- | --- | --- | --- |
| The Offspring The Hives New Found Glory Screeching Weasel All Snuff Funeral Dress The Casualties The Smith Street Band Elway Get Dead | Falling In Reverse Caliban The Devil Wears Prada The Ghost Inside Norma Jean Doomriders I Killed The Prom Queen Apologies, I Have None Drug Church The Charm The Fury | Judge Modern Life Is War Cro-Mags Touche Amore Liferuiner The Setup Done Dying Fabulous Disaster The Priceduifkes | The Toasters Crazy Arm Bim Skala Bim Bury Tomorrow Blitz Kids Edward In Venice Shell Beach River Jumpers Moments The Ignored |

## 2015

### Vrijdag 1 mei
| Monster Stage (Main Stage) | Impericon Stage | Back to Basics Stage                                                                         | The Revenge Stage | Macbeth Stage |
| --- | --- | -------------------------------------------------------------------------------------------- | --- | --- |
| Social Distortion Pennywise Lagwagon Broilers Atreyu Motion City Soundtrack Against Me! Dwarves Masked Intruder The Swellers Joyce Manor | Unearth The Ghost Inside Suicide Silence The Acacia Strain Stick To Your Guns While She Sleeps Whitechapel Carnifex Set Things Right | Defeater Trash Talk Ceremony Iron Reagan Cancer Bats ColdWorld Set It Off Toxic Shock Brutus | Title Fight Mineral Knapsack Transit The Smith Street Band Frnkiero and the Cellabration The Hotelier Gnarwolves Beach Slang | Obey The Brave Feed The Rhino The Hell Under The Influence You May Kiss The Bride Not On Tour Black Sheep Wolves Scream Jarhead |

### Zaterdag 2 mei
| Monster Stage (Main Stage) | Impericon Stage                                                                                              | Back to Basics Stage                                                                                       | The Revenge Stage                                                                                                  | Macbeth Stage                                                                                            |
| --- | --- | --- | --- | --- |
| Refused Millencolin The Mighty Mighty Bosstones Satanic Surfers Good Riddance The Loved Ones Frenzal Rhomb Teenage Bottlerocket Off with Their Heads The Real McKenzies Love Zombies | Agnostic Front Comeback Kid Throwdown Raised Fist Psycho 44 Turbowolf No Turning Back Nasty The Interrupters | American Nightmare As Friends Rust Off! Such Gold Banner Pilot Counterpunch Turnstile Your Highness F.O.D. | Make Do And Mend Basement Bane Obliterations Reign Supreme The Early November Direct Hit! Timeshares The Holy Mess | You Blew It! Forus The Deaf Call it Off Ducking Punches Tiger Bell Kill the President Bad Ideas Shinebox |

## 2016

### Vrijdag 29 april
| Monster Stage (Main Stage)                                                                        | Impericon Stage                                                           | Back to Basics Stage                                                   | Watch Out Stage                                                        |
| ------------------------------------------------------------------------------------------------- | ------------------------------------------------------------------------- | ---------------------------------------------------------------------- | ---------------------------------------------------------------------- |
| Rancid Hatebreed Frank Turner & The Sleeping Souls Less Than Jake Four Year Strong The Aggrolites | No Fun At All Saosin Walls of Jericho Despised Icon Blessthefall Hellions | Youth of Today Terror Siberian Meat Grinder Muncie Girls The Dirty Nil | Double Veterans We'rewolves Tangled Horns Off The Cross Coma Commander |

### Zaterdag 30 april
| Monster Stage (Main Stage) | Impericon Stage                                                                                                  | Back to Basics Stage                                                                              | Watch Out Stage                                                                           |
| --- | --- | ------------------------------------------------------------------------------------------------- | ----------------------------------------------------------------------------------------- |
| Sum 41 No Use for a Name Face to Face Me First and the Gimme Gimmes Mad Caddies Juliette and the Licks The Movielife Flatcat Venerea Not On Tour | Sick of It All Caliban Emmure Letlive Bury Your Dead Burn Frank Carter & The Rattlesnakes Northlane Broken Teeth | Dag Nasty Dillinger Four Iron Chic SNFU The Falcon Modern Baseball Knockout Kid PEARS Rozwell Kid | Moose Blood Pup Much The Sane Night Birds Clowns Bad Cop / Bad Cop The Bennies Teen Agers |

## 2017

### Zaterdag 29 april
| Monster Stage (Main Stage)                                                                                                   | Back to Basics Stage                                                                                      | Watch Out Stage                                                                                     |
| --- | --- | --------------------------------------------------------------------------------------------------- |
| Deftones Thrice Underoath Ignite Bouncing Souls Strike Anywhere The Menzingers Swingin' Utters The Flatliners Red City Radio | Anti-Flag Stick To Your Guns Deafheaven Turning Point Cro-Mags Oathbreaker MeWithoutYou Skyharbor Moments | He Is Legend Tim Vantol In Hearts Wake Trade Wind AJJ toyGuitar Wolf Down Petrol Girls Cocaine Piss |

### Zondag 30 april
| Monster Stage (Main Stage)                                                                          | Back to Basics Stage                                                                                   | Watch Out Stage                                                                                      |
| --------------------------------------------------------------------------------------------------- | --- | --- |
| Parkway Drive Pennywise Cock Sparrer Ignite Choking Victim Zebrahead Belvedere Skinny Lister F.O.D. | Gorilla Biscuits H2O Undeclinable Ambuscade Counterfeit No Turning Back Brutus Nothington Arcane Roots | Boston Manor Incendiary Jeff Rosenstock Bent Life Blood Youth Mobina Galore Call It Off Young Hearts |

## 2018 (indoor)
In april 2018 ging Groezrock niet door vanwege organisatorische redenen. In plaats daarvan werd in oktober een indoorfestival georganiseerd in het Muziekodroom in Hasselt.

### Zaterdag 27 oktober
- Reel Big Fish, Abhinanda, Down By Law, Iron Reagan, Will Haven, Black Peaks, Bleed From Within, Can't Swim, Cold Ground, Culture Abuse, Lotus, Napoleon, The Dangerous Summer, This Means War, Pas De Chance, Sons, Toxic Shock.

## 2019

### Vrijdag 26 april
| Main Stage                                                                                         | Revenge Stage                                                         | Back 2 Basics                                        | Red Bull Stage                                               | The Cockpit                                                                                               |
| -------------------------------------------------------------------------------------------------- | --------------------------------------------------------------------- | ---------------------------------------------------- | ------------------------------------------------------------ | --- |
| Jawbreaker Coheed & Cambria Stick To Your Guns Emmure The Word Alive Fleddy Melculy Eskimo Callboy | Bold One King Down Obey the Brave Counterparts Backtrack Get the Shot | Amenra Deez Nuts Brutus Good Riddance Samiam Citizen | Beach Slang Dream State Tusky Tradewind Stab Access Unlocked | Authority Zero Spanish Love Songs Not On Tour Press Club Pkew Pkew Pkew Candy Hæster Slow Crush King Nine |

### Zaterdag 27 april
| Main Stage | Revenge Stage | Back 2 Basics | Red Bull Stage                                                                                            | The Cockpit |
| --- | --- | --- | --- | --- |
| Dropkick Murphys Millencolin Bowling For Soup De Heideroosjes Dog Eat Dog Hank Von Hell The Bronx The Rumjacks The Devil Makes Three Bad Cop/Bad Cop Get Dead | Comeback Kid Defeater Morning Again Fit For A King No Turning Back Trash Talk Dead Swans Make Them Suffer Landmvrks | Neck Deep Dave Hause and the Mermaid Snuff A Wilhelm Scream Teenage Bottlerocket Such Gold Roam Can't Swim Chaser The Last Gang | Joyce Manor Bearings Restorations Sharptooth Employed to Serve Coarse This Means War The Penske File Koji | Bulls on Parade Nøfx Jesus Piece Save Face Popes of Chillitown The Tidal Sleep Skin of Tears For I Am Goodbye Blue Monday Horror My Friend Raw Peace Rich Widows |